# Zepto-
Zepto (símbol z) és un prefix del Sistema Internacional que indica un factor de 10-21 o 1/1.000.000.000.000.000.000.000 o, cosa que és equivalent, 0,000 000 000 000 000 000 001.
Adoptat el 1991, prové del francès sept, que significa set, atès que equival a 1/10007.
Per exemple:
1 zeptòmetre = 1 zm = 10-21 metres = 0,000 000 000 000 000 000 001 metres
1 zeptogram = 1 zg = 10-21 grams = 0,000 000 000 000 000 000 001 grams
1 zeptosegon = 1 zs = 10-21 segons = 0,000 000 000 000 000 000 001 segons